# マスター (大道芸人)
マスター（1976年12月12日 - ）は、静岡県磐田市出身のしゃべりを中心とした大道芸人、コメディーパフォーマーである。本名は山田 竜史（やまだ たつふみ）、身長182cm、体重75kg、血液型O型。　

## 略歴
- 1994年　吉田明美パントマイムスクールにてパントマイムを学び、舞台・イベント等に出演し始める。同年ジャグリングとパントマイムのパフォーマーである小山ゆうえんちに師事し、技術を学ぶ。
- 1997年 - 1999年　渋谷区にてパントマイム講師を務める。
- 2000年より　NHKスタジオパークにてレギュラー出演。
- 2007年　東京ディズニーシーパーク内でジャグリングのパフォーマンスを行う。
- 2011年より　NHK Eテレの小学校3年生向け理科番組「ふしぎがいっぱい」にたっくん役でレギュラー出演。なお、当該番組では本名の山田竜史で出演している[1][2]。

現在各種イベントやTV、舞台などでパフォーマンス活動中である。